# Ramón Mercader
Jaime Ramón Mercader del Río (7. února 1913, Barcelona, Španělsko – 18. října 1978, Havana, Kuba) byl španělský komunista.
Stal se známým vraždou ruského komunistického ideologa Lva Trockého v roce 1940. Za tuto vraždu byl následně odsouzen k 20 letům vězení. Podle odtajněných archivů byl toho času tajným agentem NKVD. Po propuštění z vězení mu byl v roce 1960 udělen titul Hrdina Sovětského svazu.